# بوندو
بوندو شهری در شهرستان یاهو در استان باله در بورکینافاسوی جنوبی است و جمعیت آن ۱۵۸۰ نفر است.